# Tachina basalis
Tachina basalis là một loài ruồi trong họ Tachinidae.